# 16th〜That's J-POP〜
『16th〜That's J-POP〜』（シックスティーンス〜ザッツ・ジェーポップ〜）は、2021年3月31日にアップフロントワークス（zetimaレーベル）から発売、および配信されたモーニング娘。の16枚目のオリジナルアルバムである。

## 概要
オリジナルアルバムとしては、前作『⑮ Thank you, too』から3年4か月ぶりの発売となる。
本作は、2019年3月20日に発売したベストアルバム『ベスト! モーニング娘。20th Anniversary』以降に発売されたシングル3枚の表題曲、グループ新曲、ユニット曲の全15曲で構成されている。前作同様、つんく♂が作詞・作曲に関与していない楽曲（『LOVEペディア』『人間関係No way way』）も収録されている。
2019年に加入した15期メンバー北川莉央・岡村ほまれ・山﨑愛生にとって初参加、9期メンバーの譜久村聖・10期メンバーの佐藤優樹・13期メンバーの加賀楓・14期メンバーの森戸知沙希にとってはラスト参加となるオリジナルアルバムとなっている。ただし、譜久村は次作のベストアルバム『モーニング娘。ベストセレクション 〜The 25周年〜』にも参加しており、佐藤・加賀・森戸の各ラストシングルも同作に収録されている。
初回生産限定盤と通常盤の2形態で発売。初回生産限定盤はCD+Blu-ray、通常盤はCDのみ。
2021年2月14日に公式Twitterにてリリースが発表された。

## チャート成績
- グループ史上初となるオリコン週間デジタルアルバムランキング1位（4月12日付）を獲得[7]。また、オリコン週間アルバムランキングでも2位を獲得。

## 収録曲

### CD
- 全作詞・作曲：つんく（#13, #14除く） / サウンドプロデュース：つんく♂（#13, #14除く）[8][9]。

1. 愛してナンが悪い!? [3:37]
  - 編曲：江上浩太郎
2. ギューされたいだけなのに [3:57]
  - 編曲：大久保薫

69thシングル。モーニング娘。'20名義でのリリース。
3. 信じるしか! / 生田衣梨奈・石田亜佑美・小田さくら・加賀楓・森戸知沙希・岡村ほまれ [4:20]
  - 編曲：大久保薫
4. TIME IS MONEY! / 佐藤優樹・野中美希・横山玲奈・山﨑愛生 [3:25]
  - 編曲：江上浩太郎
5. 泣き虫My Dream [4:57]
  - 編曲：平田祥一郎

本作の収録曲では最後に制作された。
6. 二人はアベコベ / 譜久村聖・牧野真莉愛・羽賀朱音・北川莉央 [3:38]
  - 編曲：江上浩太郎
7. 純情エビデンス [4:12]
  - 編曲：平田祥一郎

69thシングル。モーニング娘。'20名義でのリリース。
8. このまま! [4:01]
  - 編曲：平田祥一郎
9. KOKORO&KARADA [4:30]
  - 編曲：大久保薫

68thシングル。モーニング娘。'20名義でのリリース。
10. 人生Blues [4:25]
  - 編曲：大久保薫

67thシングル。モーニング娘。'19名義でのリリース。
11. Hey! Unfair Baby [4:50]
  - 編曲：鈴木俊介

『モーニング娘。'19 コンサートツアー秋 〜KOKORO&KARADA〜』より先行披露されていた曲[10]。
12. 恋愛Destiny～本音を論じたい～ [3:58]
  - 編曲：大久保薫

栃木放送 2021年4月度パワープレイ[11]。
13. LOVEペディア [4:41]
  - 作詞：児玉雨子 / 作曲：オオヤギヒロオ / 編曲：平田祥一郎

68thシングル。モーニング娘。'20名義でのリリース。
14. 人間関係No way way [4:46]
  - 作詞：児玉雨子 / 作曲：オオヤギヒロオ / 編曲：鈴木俊介

68thシングル。モーニング娘。'20名義でのリリース。
15. 青春Night [4:04] 
  - Rapアレンジ：Miss Monday / 編曲：大久保薫

67thシングル。モーニング娘。'19名義でのリリース。

### 初回生産限定盤付属Blu-ray
モーニング娘。’21 無観客シークレットライブ
1. OPENING
2. 純情エビデンス
3. 青春Night
4. MC
5. KOKORO&KARADA
6. 人生Blues
7. ギューされたいだけなのに
8. MC
9. LOVEペディア
10. 人間関係No way way
11. Hey! Unfair Baby
12. 恋愛Destiny～本音を論じたい～
13. ENDING

特典映像
1. 恋愛Destiny～本音を論じたい〜（Another Edit.）
2. 純情エビデンス（Another Edit.）
3. LOVEペディア～人間関係No way way（Another Edit.）
4. メイキング映像
5. メンバーが語る!! アルバム「16th～That's J-POP～」

## リリース日一覧
| 地域 | リリース日    | レーベル              | 規格                                              | カタログ番号                   |
| ---- | ------------- | --------------------- | ------------------------------------------------- | ------------------------------ |
| 日本 | 2021年3月31日 | zetima/UP-FRONT WORKS | CD（アルバム）+Blu-ray                            | EPCE-7619/20（初回生産限定盤） |
| 日本 | 2021年3月31日 | zetima/UP-FRONT WORKS | CD（アルバム）                                    | EPCE-7621（通常盤）            |
| 日本 | 2021年3月31日 | zetima/UP-FRONT WORKS | ダウンロードアルバム （LC-AAC）                   | EPCE-7621                      |
| 日本 | 2021年3月31日 | zetima/UP-FRONT WORKS | ハイレゾダウンロードアルバム （FLAC 96kHz/24bit） | EPCE-7621-HR                   |

## 参加メンバー
- 9期：譜久村聖・生田衣梨奈
- 10期：石田亜佑美・佐藤優樹
- 11期：小田さくら
- 12期：野中美希・牧野真莉愛・羽賀朱音
- 13期：加賀楓・横山玲奈
- 14期：森戸知沙希
- 15期：北川莉央・岡村ほまれ・山﨑愛生

## 参加ミュージシャン
- 譜久村聖：Chorus (#1, #2, #6, #7, #10, #11, #12, #15)
- 佐藤優樹：Chorus (#1, #2, #4, #7, #9, #10, #11, #12, #13, #14)
- 小田さくら：Chorus (#1, #2, #3, #5, #7, #8, #9, #10, #11, #12, #13, #14, #15)
- 野中美希：Chorus (#1, #4, #13, #14)
- 大久保薫：Keyboard (#2, #3, #9, #10, #12, #15), Programming (#2, #3, #9, #10, #12, #15)
- 鈴木俊介：E. Guitar (#11), Guitar (#14, #15), Programming (#11, #14)
- 鎌田こーじ：A. Guitar (#1), E. Guitar (#8, #12)
- 平田祥一郎：Keyboard (#13), Programming (#5, #7, #8, #13)
- 江上浩太郎：Programming (#1, #4, #6)
- 久保田薫：Chorus (#5)
- 吉田宇宙：Violin (#6)
- 室屋光一郎：Violin (#9), Viola (#9)
- 吉澤達彦：Tp (#14)
- 高井天音：Tb (#14)
- 竹上良成：S. Sax (#14), A. Sax (#14)